# (37268) 2000 XB24
2000 XB24 (asteroide 37268) é um asteroide da cintura principal. Possui uma excentricidade de 0.17485680 e uma inclinação de 10.35694º.
Este asteroide foi descoberto no dia 4 de dezembro de 2000 por LINEAR em Socorro.